# Большая Чернавка
Большая Чернавка — село в Малосердобинском районе Пензенской области России. Входит в состав Ключевского сельсовета.

## География
Село находится в южной части Пензенской области, в пределах южной части Приволжской возвышенности, в лесостепной зоне, на берегах реки Чернавки, к востоку от автодороги Р208, на расстоянии примерно 24 километров (по прямой) к северо-востоку от села Малая Сердоба, административного центра района. Абсолютная высота — 199 метров над уровнем моря.

### Климат
Климат характеризуется как умеренно континентальный, с относительно жарким летом и холодной продолжительной зимой. Средняя температура воздуха самого холодного месяца (января) составляет −13 °C; самого тёплого месяца (июля) — 20 °C. Продолжительность безморозного периода равна 140—150 дней. Годовое количество атмосферных осадков — 497 мм, из которых большая часть выпадает в тёплый период. Снежный покров держится в течение 130—140 дней.

### Часовой пояс
Село Большая Чернавка, как и вся Пензенская область, находится в часовой зоне МСК (московское время). Смещение применяемого времени относительно UTC составляет +3:00.

## Население
| 1795 | 1835  | 1859  | 1877  | 1884 | 1897 | 1911 |
| ---- | ----- | ----- | ----- | ---- | ---- | ---- |
| 520  | ↗1092 | ↘1038 | ↗1063 | ↘728 | ↘687 | ↗832 |
| 1914 | 1921  | 1926  | 1939  | 1959 | 1970 | 1973 |
| →832 | ↘816  | ↗820  | ↘394  | ↘350 | ↘267 | ↘230 |
| 1979 | 1989  | 1996  | 2002  | 2010 | 2021 |      |
| ↘172 | ↘56   | ↘39   | ↘24   | ↘10  | ↘1   |      |

### Национальный состав
Согласно результатам переписи 2002 года, в национальной структуре населения русские составляли 96 % из 24 чел.

## Известные уроженцы
Фёдор Васильевич Гладков (1883—1958) — русский советский писатель.